# Aegna
Aegna (in tedesco: Wulf; in svedese: Ulfsö) è un'isola estone situata nella Baia di Tallinn, nel Mar Baltico.
Amministrativamente fa parte del distretto di Kesklinn, uno degli otto distretti di Tallinn.

## Geografia
L'isola di Aegna ha un'area complessiva di circa 3 km² ed è posta appena fuori della penisola di Viimsi, posizionata a circa 1,5 km a nordovest da Rohuneeme e a circa 14 km da Tallinn. Ha circa dieci km di coste, che includono due lunghe spiagge sabbiose.
Il punto più alto dell'isola raggiunge i 13 m sopra il livello del mare.

## Monumenti e luoghi d'interesse
È un'ambita meta turistica per chi visita Tallinn. Infatti è raggiungibile dalla città comodamente in un giorno ed è una popolare destinazione per escursioni giornaliere, camperisti e campeggiatori. Ha circa 15 km di percorsi naturalistici, attorno all'isola.

## Storia
Da secoli è abitata da pescatori. Dal 1689 divenne la base del servizio marittimo di battelli postali che raggiungevano la Svezia, passando per la Finlandia.
Storicamente Aegna è stata spesso utilizzata per propositi militari. I resti militari sono visibili ancora oggi, inclusa una torre di vedetta militare, un alloggiamento di una grande fortezza militare con tunnel sotterranei ed una ferrovia leggera utilizzata per la sua costruzione. Durante l'occupazione sovietica fu una base militare off-limits.
Dal restauro dell'indipendenza, nel 1991, gli estoni ne hanno fatto una meta di villeggiatura, iniziando a costruirvi villette in legno.
Si trovano inoltre resti di un villaggio medioevale, una chiesetta e un camposanto.

## Trasporti
Il piccolo traghetto Juku, collega Aegna a Tallinn, durante i mesi estivi. 
Durante i mesi estivi da Tallinn partono giornalmente tour turistici, con il battello chiamato Monika.
L'isola può anche essere raggiunta con battelli, partendo dal molo della spiaggia di Pirita.